# کوه دینگو
کوه دینگو (به لاتین: Dinghu Mountain) یک کوه در چین است.